# Gruczoły wewnątrzwydzielnicze
Gruczoły wewnątrzwydzielnicze – gruczoły które utraciły kontakt z powierzchnią. Wydzielina takich gruczołów trafia bezpośrednio do krwiobiegu poprzez cienką linię naczyń krwionośnych. Ich wydzielina to hormony transportowane przez krew do narządów docelowych, regulujących ich metabolizm i funkcje.